# Matrand

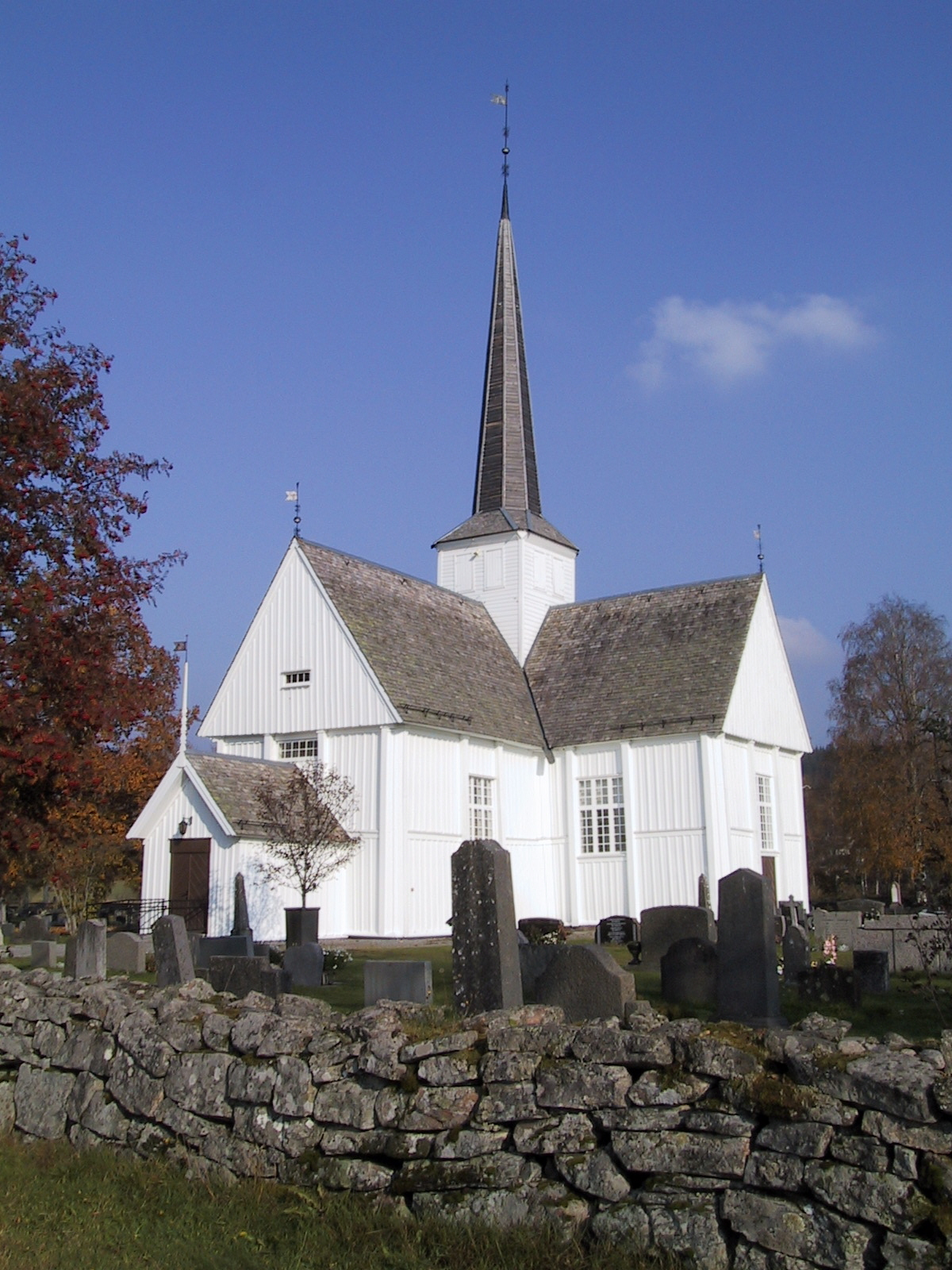
Eidskogs kyrka (2006)

Matrand är en prästgård i Eidskog socken, Innlandet fylke, Norge, 24 kilometer från gränsen mellan Norge och Sverige och  omkring 20 kilometer söder om Kongsvinger.
Slaget vid Matrand var det blodigaste slaget under fälttåget mot Norge som Sverige gjorde 1814.